# 28108 Sydneybarnes
28108 Sydneybarnes è un asteroide della fascia principale. Scoperto nel 1998, presenta un'orbita caratterizzata da un semiasse maggiore pari a 2,2216357 UA e da un'eccentricità di 0,1376925, inclinata di 4,57570° rispetto all'eclittica.